# قدادية
القدادية (الاسم العلمي: Cricetidae) هي فصيلة من الثدييات تتبع رتبة القوارض من طائفة الثدييات.

## أسر
- الأرفيكولاوات
- القداداوات
- القداداوات الفأرية
- (الاسم العلمي:Lophiomyinae)
- (الاسم العلمي:Neotominae)
- (الاسم العلمي:Sigmodontinae)
- (الاسم العلمي:Tylomyinae)

## أجناس
- الأرفيكولة
- العكبر